# Теорема Фарри

Фейнмановская диаграмма, представляющая собой фермионную петлю с тремя внешними фотонными линиями. Эта диаграмма, суммируясь с аналогичной, где ток в петле направлен по часовой стрелке, даёт полный нулевой вклад в амплитуду рассеяния, как утверждает теорема Фарри

Теоре́ма Фа́рри — положение квантовой электродинамики, доказанное в 1937 году американским физиком Уэнделлом Фарри (Wendell Furry). Оно гласит, что в электромагнитных процессах невозможно превращение нечётного числа фотонов в чётное и наоборот, чётного числа фотонов в нечётное. Справедливость теоремы Фарри следует из того, что фотон, как истинно нейтральная частица, обладает зарядовой чётностью −1. В силу свойства мультипликативности чётности, чётность системы чётного числа фотонов равна +1, а чётность системы нечётного числа фотонов равна −1. Отсюда и из закона сохранения зарядовой чётности в электромагнитных взаимодействиях следует теорема Фарри.
Другая формулировка теоремы Фарри утверждает, что диаграммы Фейнмана, содержащие нечётное число внешних фотонных линий, взаимно аннулируются (и, таким образом, дают нулевой суммарный вклад в амплитуду любых процессов).
В частности, теорема Фарри запрещает следующие процессы:
- распад одного фотона на два в вакууме (этот процесс запрещён также законом сохранения импульса);
- рассеяние фотона кулоновским полем в низшем порядке теории возмущений. В следующем порядке такое рассеяние разрешено, поскольку предусматривает обмен двумя виртуальными фотонами с зарядом — источником поля (см. Дельбрюковское рассеяние), т. е. фермионная петля с учётом падающего и рассеянного фотонов имеет четыре фотонные вершины.